# Tampa, Kansas
Tampa är en ort i Marion County i Kansas. Vid 2010 års folkräkning hade Tampa 112 invånare.